# Szahak III
Szahak III (orm. Սահակ Գ) – Katolikos Wszystkich Ormian z lat 677–703. Jedna z najtragiczniejszych postaci Apostolskiego Kościoła Ormiańskiego. 
Szahak III pochodził z kantonu Dzoropor. W 689 został porwany podczas ekspedycji wojskowej cesarza bizantyjskiego Justyniana II i zmuszony do unii z Kościołem greckim, którą zerwał po powrocie do ojczyzny. 
Później, na rozkaz kalifa arabskiego, został uprowadzony do Damaszku podczas powstania ormiańskiego w 703. Powstanie to wzniecił książę Symbat w reakcji na zerwanie układu z 652 i wcielenie Armenii do nowo utworzonej prowincji Arminija, zarządzanej przez Muhammada, brata kalifa Abd al-Malik ibn Marwana. Katolikos wynegocjował z kalifami nowy układ, gwarantujący Ormianom wolność religijną. Układ podpisano w 703 – tuż po śmierci katolikosa.